# Болгарія на зимових Олімпійських іграх 2022
Болгарія взяла участь у зимових Олімпійських іграх 2022, що тривали з 4 до 20 лютого в Пекіні (Китай).
Болгарська делегація складалася з 16-ти спортсменів (10 чоловіків і 6 жінок), що змагалися в семи видах спорту. Біатлоністка Марія Здравкова і сноубордист Радослав Янков несли прапор країни на церемонії відкриття.

## Спортсмени
Кількість спортсменів, що беруть участь в Іграх, за видами спорту.
| Вид спорту          | Чоловіки | Жінки | Загалом |
| ------------------- | -------- | ----- | ------- |
| Гірськолижний спорт | 2        | 1     | 3       |
| Біатлон             | 4        | 4     | 8       |
| Лижні перегони      | 1        | 0     | 1       |
| Фігурне катання     | 0        | 1     | 1       |
| Санний спорт        | 1        | 0     | 1       |
| Стрибки з трампліна | 1        | 0     | 1       |
| Сноубординг         | 1        | 0     | 1       |
| Загалом             | 10       | 6     | 16      |

## Гірськолижний спорт
Від Болгарії на ігри кваліфікувалися два спортсмени і одна спортсменка.
| Спортсмен      | Дисципліна                    | 1-й спуск | 1-й спуск | 2-й спуск | 2-й спуск | Сума    | Сума  |
| Спортсмен      | Дисципліна                    | Час       | Місце     | Час       | Місце     | Час     | Місце |
| -------------- | ----------------------------- | --------- | --------- | --------- | --------- | ------- | ----- |
| Альберт Попов  | Слалом (чоловіки)             | 54.62     | 9         | 50.53     | 8         | 1:45.15 | 9     |
| Альберт Попов  | Гігантський слалом (чоловіки) | 1:07.60   | 27        | 1:07.34   | 7         | 2:14.94 | 17    |
| Камен Златков  | Слалом (чоловіки)             | 55.66     | 20        | НФ        | НФ        | НФ      | НФ    |
| Ева Вукадинова | Слалом (жінки)                | 1:00.71   | 49        | НФ        | НФ        | НФ      | НФ    |
| Ева Вукадинова | Гігантський слалом (жінки)    | 1:05.58   | 44        | 1:05.88   | 37        | 2:11.46 | 36    |

## Біатлон
Збірна Болгарії складалася з 4-х чоловіків і 4-х жінок.
Чоловіки
| Спортсмен                                                   | Дисципліна              | Час       | Хиби        | Місце |
| ----------------------------------------------------------- | ----------------------- | --------- | ----------- | ----- |
| Дімітар Герджиков                                           | Спринт                  | 26:56.5   | 2 (1+1)     | 63    |
| Дімітар Герджиков                                           | Індивідуальні перегони  | 53:54.2   | 2 (1+0+1+0) | 41    |
| Владімір Ілієв                                              | Спринт                  | 25:52.2   | 2 (0+2)     | 31    |
| Владімір Ілієв                                              | Перегони переслідування | 43:41.3   | 7 (2+2+2+1) | 25    |
| Владімір Ілієв                                              | Індивідуальні перегони  | 55:37.5   | 5 (2+1+1+1) | 61    |
| Антон Сінапов                                               | Спринт                  | 26:45.4   | 2 (0+2)     | 56    |
| Антон Сінапов                                               | Перегони переслідування | 47:08.3   | 7 (2+0+3+2) | 55    |
| Антон Сінапов                                               | Індивідуальні перегони  | 58:47.6   | 6 (2+1+1+2) | 85    |
| Благой Тодев                                                | Спринт                  | 26:39.2   | 1 (0+1)     | 52    |
| Благой Тодев                                                | Перегони переслідування | 47:05.0   | 6 (1+3+1+1) | 53    |
| Дімітар Герджиков Владімір Ілієв Антон Сінапов Благой Тодев | Естафета                | 1:27:05.3 | 13 (2+11)   | 18    |

Жінки
| Спортсмен                                                    | Дисципліна              | Час     | Хиби        | Місце |
| ------------------------------------------------------------ | ----------------------- | ------- | ----------- | ----- |
| Лора Христова                                                | Спринт                  | 26:27.7 | 4 (3+1)     | 89    |
| Даніела Кадева                                               | Спринт                  | 24:33.1 | 1 (1+0)     | 84    |
| Даніела Кадева                                               | Індивідуальні перегони  | 59:30.4 | 8 (4+1+2+1) | 86    |
| Милена Тодорова                                              | Спринт                  | 22:15.4 | 1 (1+0)     | 17    |
| Милена Тодорова                                              | Перегони переслідування | 39:20.6 | 6 (0+0+2+4) | 31    |
| Милена Тодорова                                              | Індивідуальні перегони  | 50:14.9 | 5 (0+2+0+3) | 52    |
| Марія Здравкова                                              | Спринт                  | 24:39.1 | 1 (0+1)     | 78    |
| Марія Здравкова                                              | Індивідуальні перегони  | 50:13.1 | 1 (0+1+0+0) | 50    |
| Лора Христова Даніела Кадева Милена Тодорова Марія Здравкова | Естафета                | КОЛО    | 8 (1+7)     | 18    |

Змішані
| Спортсмени                                                       | Дисципліна | Час  | Хиби     | Місце |
| ---------------------------------------------------------------- | ---------- | ---- | -------- | ----- |
| Владімір Ілієв Дімітар Герджиков Милена Тодорова Марія Здравкова | Естафета   | КОЛО | 12 (3+9) | 19    |

## Лижні перегони
Віл Болгарії на Ігри кваліфікувався один лижник, що відповідав базовому кваліфікаційному критерію.
Дистанційні перегони
| Спортсмен     | Дисципліна                      | Класичний стиль | Класичний стиль | Вільний стиль | Вільний стиль | Загалом | Загалом     | Загалом |
| Спортсмен     | Дисципліна                      | Час             | Місце           | Час           | Місце         | Час     | Відставання | Місце   |
| ------------- | ------------------------------- | --------------- | --------------- | ------------- | ------------- | ------- | ----------- | ------- |
| Симеон Деянов | 50 км вільним стилем (чоловіки) | Н/Д             | Н/Д             | Н/Д           | Н/Д           | Н/Д     | Н/Д         | Н/Д     |

## Фігурне катання
На Чемпіонаті світу 2021 року в Стокгольмі Болгарія здобула одне квотне місце в одиночному катанні серед жінок.
| Спортсмен         | Дисципліна | SP/OD | SP/OD | FS/FD | FS/FD | Загалом | Загалом |
| Спортсмен         | Дисципліна | Бали  | Місце | Бали  | Місце | Бали    | Місце   |
| ----------------- | ---------- | ----- | ----- | ----- | ----- | ------- | ------- |
| Александра Фейгін | Жінки      | 59.16 | 23 Q  |       |       |         |         |

## Санний спорт
Завдяки результатам у Кубку світу 2021–2022, від Болгарії на ігри кваліфікувався один санкар в одномісних санях.
| Спортсмен     | Дисципліна                | 1-й заїзд | 1-й заїзд | 2-й заїзд | 2-й заїзд | 3-й заїзд | 3-й заїзд | 4-й заїзд   | 4-й заїзд   | Сума     | Сума  |
| Спортсмен     | Дисципліна                | Час       | Місце     | Час       | Місце     | Час       | Місце     | Час         | Місце       | Час      | Місце |
| ------------- | ------------------------- | --------- | --------- | --------- | --------- | --------- | --------- | ----------- | ----------- | -------- | ----- |
| Павел Ангелов | Одномісні сани (чоловіки) | 59.555    | 29        | 59.753    | 29        | 59.545    | 29        | Не потрапив | Не потрапив | 2:58.853 | 28    |

## Стрибки з трампліна
Від Болгарії на ігри кваліфікувався 1 спортсмен: Владимир Зографський.
| Спортсмен            | Дисципліна                     | Кваліфікація | Кваліфікація | Кваліфікація | Перший раунд | Перший раунд | Перший раунд | Фінал       | Фінал       | Фінал       | Загалом     | Загалом     |
| Спортсмен            | Дисципліна                     | Відстань     | Бали         | Місце        | Відстань     | Бали         | Місце        | Відстань    | Бали        | Місце       | Бали        | Місце       |
| -------------------- | ------------------------------ | ------------ | ------------ | ------------ | ------------ | ------------ | ------------ | ----------- | ----------- | ----------- | ----------- | ----------- |
| Владимир Зографський | Нормальний трамплін (чоловіки) | 97.5         | 99.7         | 13 Q         | 99.0         | 126.7        | 24 Q         | 97.0        | 118.6       | 23          | 245.3       | 22          |
| Владимир Зографський | Великий трамплін (чоловіки)    | 117.0        | 95.6         | 37 Q         | 125.0        | 112.5        | 38           | Не потрапив | Не потрапив | Не потрапив | Не потрапив | Не потрапив |

## Сноубординг
Від Болгарії на Ігри кваліфікувався 1 спортсмен: Радослав Янков
| Спортсмен      | Дисципліна                    | Кваліфікація | Кваліфікація | 1/8 фіналу         | Чвертьфінал  | Півфінал     | Фінал        | Фінал       |
| Спортсмен      | Дисципліна                    | Час          | Місце        | Суперник Час       | Суперник Час | Суперник Час | Суперник Час | Місце       |
| -------------- | ----------------------------- | ------------ | ------------ | ------------------ | ------------ | ------------ | ------------ | ----------- |
| Радослав Янков | Гігантський слалом (чоловіки) | 1:22.48      | 15 Q         | Карл (AUT) L +0.36 | Не потрапив  | Не потрапив  | Не потрапив  | Не потрапив |